# 大阪府立東淀川高等学校
大阪府立東淀川高等学校（おおさかふりつ ひがしよどがわこうとうがっこう）は、大阪府大阪市淀川区宮原に所在する公立の高等学校。

## 概要
通称は「川高（がわこう）」。1955年に全日制普通科高等学校として設立された。普通科総合選択制への改編を経て、2017年度入学生より普通科専門コース設置校となっている。
文系・理系のほか、「看護医療」と「幼児教育」の2つのコースを設置している。看護医療コースでは看護系の進路を目指す生徒を主な対象とし、看護系の大学や専門学校への進学に対応した科目や、看護系の科目を開講している。幼児教育コースでは幼稚園教員や保育士を目指す生徒を主な対象とし、幼児の教育・保育などに関する科目を開講している。
2017年には外国人生徒の受け入れを始めた。この学校では外国にルーツを持つ生徒を「くろーばぁ生」と呼んでいる。

## 沿革
1950年代前半当時、高等学校の入学難が問題になり、豊能地域および大阪市東淀川区・西淀川区の地域に新設の高等学校を増設してほしいとする要望が地域からあがった。西淀川区では学校設置の適地が見つからなかったとして、東淀川区に高等学校を設置し、豊能地域からも生徒を受け入れるという構想で、東淀川区（当時）の現在地に新設校の設置が決まった。
校名については、学校所在地の地名から「宮原」とする案も検討されたが、より広い地域を指す「東淀川」の校名が採用された。
1955年に大阪市立東淀川高等学校として開校した。開校当初は校舎建設が間に合わず、開校準備事務や第1期生の入学試験・第1回入学式は大阪府立北野高等学校を間借りして実施した。開校1年目は大阪市立新北野中学校の校舎を間借りする形で教育活動をおこなった。
翌1956年に現在地に第一期工事の校舎が設置され、移転した。
1960年代には新幹線・地下鉄の新大阪駅開業などに伴って学校周辺での都市計画が具体化し、校地の一部が道路（新御堂筋）建設などに伴う都市計画用地となり、校地の一部明け渡しや、校舎の一部撤去と校内の別の場所への移転がおこなわれた。
1960年代後半から1970年代初頭にかけては学生運動の影響を受け、生徒のストライキや卒業式中止などの事態が起きた。
2008年入学生より普通科総合選択制に改編され、多様な選択科目を設置する教育課程が組まれた。さらに2017年度入学生より普通科専門コース設置校に改編された。

### 年表
- 1955年 - 設立。大阪市立新北野中学校に仮校舎を置く。
- 1956年 - 現在地に移転。
- 2009年 - 同年度入学生より普通科総合選択制に改編。
- 2017年 - 同年度入学生より普通科専門コース設置校に改編。

## 出身者

### 政治
- 清水忠史 - 前衆議院議員（日本共産党）
- 谷口隆義 - 元衆議院議員（公明党）
- 野村宣一 - 茨木市長（第17代・18代）

### 経済
- 許永中 - イトマン事件の被告人
- 笠真一 - バーガーキング・ジャパン、日本ウェンディーズの元社長
- 廣野眞一 - 集英社代表取締役社長

### 学術
- 港徹雄 - 青山学院大学名誉教授、元日本中小企業学会会長
- 相馬芳枝 - 化学者[3]
- 本多隆成 - 歴史学者。静岡大学名誉教授[4]

### 芸能
- aiko - シンガーソングライター
- 石田明 - お笑いコンビ「NON STYLE」
- 井上裕介 - お笑いコンビ「NON STYLE」
- 太田芳伸 - 吉本新喜劇劇団員
- 金田一蓮十郎 - 漫画家
- 桜井一枝 - タレント、ラジオパーソナリティ
- 庄野真代 - 歌手
- 原夕輝 - 作曲家
- 春川正明 - 元読売巨人軍編成本部次長、元讀賣テレビ放送報道局解説副委員長・報道局報道部長
- 三輪修平 - 漫画家
- ルビー天禄 - マジシャン

## 教職員
- 黒川博行 - 小説家・推理作家。1977年から10年間、美術教師[5]

## アクセス
- Osaka Metro御堂筋線 新大阪駅 約300メートル、
- 東海道本線（JR京都線）・新幹線 新大阪駅 約800メートル。